# Israel Bruna
Israel Bruna Ben Hayyim (* 1400 in Brünn; † 1480 in Prag) war jüdischer Gelehrter und Posek und zu seiner Zeit die bedeutendste rabbinische Autorität in Deutschland. Er war auch bekannt als Mahari Bruna, das hebräische Akronym für „Unser Lehrer, der Rabbi, Israel Bruna“.
Geboren wurde er in Brünn, in Mähren. Er studierte bei den bedeutendsten aschkenasischen Rabbis seiner Zeit: Jakob Weil und Israel Isserlein, die ihn ordinierten. Sie sprachen in höchsten Tönen von ihm: „Er war ein brillanter Student, der sich ganz und gar, mit Leib und Seele, dem Studium des Talmud hingab.“ Er wurde dann Rabbiner seiner Heimatstadt. Nach der Vertreibung der Juden aus Brünn im Jahr 1454 ließ er sich in Regensburg in Bayern nieder.
Im Jahr 1474 klagte man den überregional bekannten Rabbi Israel Bruna dort wegen eines angeblichen Ritualmordes an. Aus der daraus resultierenden Haft wurde er trotz der Haltlosigkeit der Vorwürfe erst nach einer Intervention von Kaiser Friedrich III. entlassen. Danach verließ er Regensburg und ging nach Prag zu seinem Sohn, wo er starb.
Bruna war ein Anhänger der Pilpul-Methode.